# Matucana pujupatii
Matucana pujupatii ist eine Pflanzenart in der Gattung Matucana aus der Familie der Kakteengewächse (Cactaceae). Das Artepitheton pujupatii ehrt Shawintu Pujupat Dagses, einen peruanischen Jungen der Alfred Bernhard Lau während seiner Tour in Peru begleitete.

## Beschreibung
Matucana pujupatii wächst gelegentlich mit etwas von der Basis her verzweigten, kugelförmigen bis eiförmigen, graugrünen bis blaugrünen Trieben und erreicht bei Durchmessern von 10 Zentimetern Wuchshöhen von bis zu 15 Zentimeter. Es sind zehn bis zwölf gerade, breite Rippen vorhanden, die gehöckert sind. Die gebogenen, biegsamen, braunen Dornen sind an ihrer Basis gelblich und vergrauen im Alter. Die ein bis zwei Mitteldornen – die gelegentlich auch fehlen – sind bis zu 5 Zentimeter, die sechs bis neun Randdornen 0,5 bis 2 Zentimeter lang.
Die leicht gebogenen, karminroten Blüten sind 6 bis 7 Zentimeter lang und weisen einen Durchmesser von 4 bis 5 Zentimeter auf. Die kugelförmigen bis eiförmigen, etwas purpurgrünen Früchte erreichen einen Durchmesser von bis zu 10 Millimeter.

## Verbreitung, Systematik und Gefährdung
Matucana pujupatii ist in den peruanischen Regionen Amazonas und Cajamarca in Höhenlagen von 1000 bis 1500 Metern verbreitet.
Die Erstbeschreibung als Borzicactus madisoniorum var. pujupatii erfolgte 1971 durch John Donald Donald und Alfred Bernhard Lau. Rob Bregman erhob die Varietät 1988 in den Rang einer Art. Ein Synonym ist Matucana madisoniorum var. pujupatii (Donald & A.B.Lau) G.D.Rowley (1971).
In der Roten Liste gefährdeter Arten der IUCN wird die Art als „Near Threatened (NT)“, d. h. als potentiell gefährdet geführt.

## Nachweise